# Vlastimil Bôžik
Vlastimil Bôžik (* 31. října 1945) je bývalý slovenský fotbalista, obránce.

## Fotbalová kariéra
V československé lize hrál za Spartak Trnava. Nastoupil v 50 ligových utkáních. S Trnavou získal 4 mistrovské tituly. V Poháru mistrů evropských zemí nastoupil v 5 utkáních a v Poháru UEFA nastoupil ve 4 utkáních a dal 1 gól.

## Ligová bilance
| Ročník                                   | Zápasy | Góly | Klub           |
| ---------------------------------------- | ------ | ---- | -------------- |
| 1. československá fotbalová liga 1968/69 | 5      | 0    | Spartak Trnava |
| 1. československá fotbalová liga 1969/70 | 19     | 0    | Spartak Trnava |
| 1. československá fotbalová liga 1970/71 | 15     | 0    | Spartak Trnava |
| 1. československá fotbalová liga 1971/72 | 2      | 0    | Spartak Trnava |
| 1. československá fotbalová liga 1972/73 | 3      | 0    | Spartak Trnava |
| 1. československá fotbalová liga 1973/74 | 6      | 0    | Spartak Trnava |
| CELKEM                                   | 50     | 0    |                |